# Juninho Rocha
Paulo Afonso da Rocha Junior (Río de Janeiro, Brasil; 5 de noviembre de 1997), más conocido como Juninho Rocha, es un futbolista brasileño que juega como delantero en el Gimpo FC de la K-League 2 de Corea del Sur.

## Estadísticas

### Clubes
Actualizado al 27 de noviembre de 2020.
Último partido citado: Central Español 3-1 Racing Club.
| Club                                 | División      | Temporada     | Liga  | Liga  | Liga   | Copas nacionales | Copas nacionales | Copas nacionales | Torneos internacionales | Torneos internacionales | Torneos internacionales | Total | Total | Total  | Media goleadora |
| Club                                 | División      | Temporada     | Part. | Goles | Asist. | Part.            | Goles            | Asist.           | Part.                   | Goles                   | Asist.                  | Part. | Goles | Asist. | Media goleadora |
| ------------------------------------ | ------------- | ------------- | ----- | ----- | ------ | ---------------- | ---------------- | ---------------- | ----------------------- | ----------------------- | ----------------------- | ----- | ----- | ------ | --------------- |
| C. S. D. Huracán Buceo · Uruguay     | 3.ª           | 2017          | 24    | 3     | 4      | 0                | 0                | 0                | 0                       | 0                       | 0                       | 24    | 3     | 4      | 0.13            |
| C. S. D. Huracán Buceo · Uruguay     | Total club    | Total club    | 24    | 3     | 4      | 0                | 0                | 0                | 0                       | 0                       | 0                       | 24    | 3     | 4      | 0.13            |
| Montevideo Wanderers F. C. · Uruguay | 1.ª           | 2017          | 7     | 0     | 0      | 0                | 0                | 0                | 0                       | 0                       | 0                       | 7     | 0     | 0      | 0               |
| Montevideo Wanderers F. C. · Uruguay | Total club    | Total club    | 7     | 0     | 0      | 0                | 0                | 0                | 0                       | 0                       | 0                       | 7     | 0     | 0      | 0               |
| Cafetaleros de Chiapas · México      | 2.ª           | 2018-19       | 13    | 1     | 0      | 7                | 0                | 0                | 0                       | 0                       | 0                       | 20    | 1     | 0      | 0.05            |
| Cafetaleros de Chiapas · México      | Total club    | Total club    | 13    | 1     | 0      | 7                | 0                | 0                | 0                       | 0                       | 0                       | 20    | 1     | 0      | 0.05            |
| G. E. Brasil · Brasil                | 2.ª           | 2020          | 4     | 0     | 1      | 1                | 0                | 0                | 0                       | 0                       | 0                       | 5     | 0     | 1      | 0               |
| G. E. Brasil · Brasil                | Total club    | Total club    | 4     | 0     | 1      | 1                | 0                | 0                | 0                       | 0                       | 0                       | 5     | 0     | 1      | 0               |
| Central Español F. C. · Uruguay      | 2.ª           | 2020          | 19    | 7     | 3      | 0                | 0                | 0                | 0                       | 0                       | 0                       | 19    | 7     | 3      | 0.37            |
| Central Español F. C. · Uruguay      | Total club    | Total club    | 19    | 7     | 3      | 0                | 0                | 0                | 0                       | 0                       | 0                       | 19    | 7     | 3      | 0.37            |
| Total carrera                        | Total carrera | Total carrera | 67    | 11    | 8      | 8                | 0                | 0                | 0                       | 0                       | 0                       | 75    | 11    | 8      | 0.15            |